# أنطونيو كامبوس (منافس ألعاب قوى)
أنطونيو كامبوس (بالإسبانية: Antonio Campos)‏ هو منافس ألعاب قوى إسباني، ولد في 19 أبريل 1951.

## وصلات خارجية
- أنطونيو كامبوس على موقع الاتحاد الدولي لألعاب القوى (الإنجليزية)
- أنطونيو كامبوس على موقع رابطة إحصائيات سباق الطريق (الإنجليزية)
- أنطونيو كامبوس على موقع أوليمبيديا (الإنجليزية)